# اندری پروتسیک
اندری پروتسیک (اوکراینی: Андрій Процик؛ زادهٔ ۱۷ ژوئیهٔ ۱۹۸۶) بازیکن فوتبال اهل اوکراین است.
از باشگاه‌هایی که در آن بازی کرده‌است می‌توان به باشگاه فوتبال کارپاتی لویو اشاره کرد.